# Neoapolorryia kristinae
Neoapolorryia kristinae är en spindeldjursart som beskrevs av Momen och Lundqvist 1996. Neoapolorryia kristinae ingår i släktet Neoapolorryia, och familjen Tydeidae. Arten är reproducerande i Sverige.